# Liberace
Wladziu Valentino Liberace (n. 16 mai 1919, West Allis, Wisconsin, SUA – d. 4 februarie 1987, Palm Springs, California, SUA), cunoscut sub numele de scenă Liberace, a fost un pianist și cântăreț de music-hall american. Născut în Wisconsin, cu părinți de origine italiană și poloneză, Liberace a avut o carieră de patru decenii de concerte, înregistrări, televiziune, filme și sponsorizări. La apogeul faimei sale, între anii 1950 și 1970, a fost cel mai bine plătit artist de divertisment din lume, cu rezidențe de concert stabilite în Las Vegas, și un program de turnee internaționale. A îmbrățișat un stil de viață plin de extravaganță atât pe scenă, cât și în afara ei.
Zvonurile și revistele de tip tabloid au insinuat frecvent de-a lungul carierei lui Liberace că acesta era homosexual, lucru pe care el a continuat să îl nege cu vehemență. Cunoașterea adevăratei sale sexualități a fost estompată de poveștile despre prieteniile și legăturile sale romantice cu femei. În august 1986, Liberace a fost diagnosticat pozitiv cu HIV de către medicul său privat din Las Vegas. În afară de managerul său, Seymour Heller, și de câțiva membri ai familiei, Liberace a ținut secretă boala până în ziua în care a murit, și nu a solicitat tratament medical. 
La un an după moartea sa, Scott Thorson, fostul partener sexual al lui Liberace, a publicat o carte despre relația lor, intitulată Behind the Candelabra: My Life with Liberace. În filmul de televiziune canadian-american Liberace: Behind the Music (1988), Liberace a fost portretizat de Victor Garber. Cartea lui Thorson a fost adaptată ulterior în filmul Viața mea cu Liberace, în care Thorson a fost interpretat de Matt Damon, alături de Michael Douglas în rolul lui Liberace. Filmul a fost difuzat pe HBO la 26 mai 2013.